# Daphne Zuniga
Daphne Eurydice Zuniga (født 28. oktober 1962) er en amerikansk skuespillerinde. Hun har blandt andet medvirket i tv-serien One Tree Hill.